# Eloy Vaquero Cantillo
Eloy Vaquero Cantillo (Montalbán de Córdoba, 28 de junio de 1888 - Nueva York, 14 de septiembre de 1960) fue un maestro, periodista, poeta, abogado y político español. 

## Biografía

### Primeros años
Este cordobés polifacético desde pequeño destacó por su afición hacia las letras, siendo galardonado cuando era un niño con el primer premio en el certamen para conmemorar el III Centenario de El Quijote por su trabajo "El Quijote es una joya pedagógica". 
Estudió la carrera de magisterio en Córdoba, ciudad en la que fijó su residencia a partir de su matrimonio con Carmen Ruz Nieto. Allí ejerció su labor de maestro, poniendo en práctica su modelo pedagógico progresista y comenzó su actividad política, de la mano de su mentor y amigo Alejandro Lerroux. 
Ingresó en el Partido Republicano Radical y en el grupo de los "antisolidarios" catalanistas. En 1910 fundó una asociación dedicada a difundir las ideas de H. George: "La Liga Española para el Impuesto Único", y comenzó a difundir sus ideales republicanos a través de la "Conjunción Republicano-Socialista".
Es nombrado director de la Escuela Obrera de Córdoba, que convertiría en 1925 en Escuela al Aire Libre. Dicho cargo le permitió ejercer de maestro al tiempo que estudiaba la carrera de abogado (que finalizó en 1914). En 1913 organizó, junto a sus compañeros de partido, un "ensayo comunitario de organización radical obrera" en Montalbán. Un modelo de comuna agraria que incluía instituciones de defensa social, beneficencia, cultura y apoyo mutuo. Ese mismo año promovió el I Congreso de Agricultores de Córdoba, del que surgió la "Federación Regional Obrera Andaluza". En 1915, fundó el Centro Andaluz de Córdoba, desde el que se difundirá el ideal y la causa andalucista, siendo uno de sus impulsores.
Se presentó en 1916 con la minoría republicano-autonomista a los comicios locales y obtuvo el acta de concejal por el Ayuntamiento de Córdoba. En 1917 ingresó en la logia masónica "Turdetania", donde llegó a alcanzar el grado 3ª. Ese mismo año publicó la que sería su primera novela: "Amor y libertad".
Continuó con su apoyo a la causa andalucista y organizó, junto a Blas Infante, la I Asamblea regionalista andaluza (Ronda, 1918), apostando por la restitución del legado de la Constitución Cantonal antequerana de 1883. En esa asamblea se aprobó el manifiesto de la nacionalidad, como base del ideario del andalucismo, y la propuesta de Blas Infante de recuperar la bandera andalusí verdiblanca, documentada desde el año 1095, y el escudo con Hércules acompañado de los leones.
En 1920, comenzó su etapa como periodista con la fundación del diario republicano La Voz, que también dirigió, actividad que compatibilizó con su acta de Diputado de la Diputación de Córdoba (1919-1923). En 1923 editó su obra "Del Drama de Andalucía", crónica social de su tiempo, y "Las Escuelas al Aire Libre", basado en su experiencia como director de la Escuela Obrera. 

### Segunda República
Con el advenimiento de la Segunda República Española, Vaquero se reintegra en la vida política, y es elegido alcalde de Córdoba (15 de abril) por la candidatura del Partido Republicano Radical. Solo ejerció el cargo durante dos meses, hasta el 13 de julio, ya que en junio del mismo año había sido elegido diputado a las Cortes Constituyentes de la II República por la circunscripción de Córdoba (capital).
De 1933 a 1935 desempeñó diferentes puestos en la Administración. Fue nombrado director general de Previsión y Acción Social, dirección general de nueva creación desgajada de la Dirección general de Trabajo, el 26 de septiembre de 1933, siendo ministro de Trabajo Ricardo Samper Ibáñez. Asumió competencias de inspección de seguros y ahorro, cooperación, política social inmobiliaria, acción social de la marina y seguros sociales. Cesó del cargo el 28 de diciembre de 1933, pasando el testigo a Jesús Uged Altemir.
Fue nombrado Ministro de la Gobernación el 4 de octubre de 1934.
Cesó del cargo de ministro de la Gobernación el 3 de abril de 1935, para pasar a dirigir con esa fecha el Ministerio de Trabajo, Sanidad y Previsión Social apenas un mes, hasta el 6 de mayo de 1935. 
Su labor en el gobierno se verá constantemente entorpecida por la débil situación del ejecutivo y sus vaivenes en los pactos con la C.E.D.A (Confederación Española de Derechas Autónomas), y sus enfrentamientos con los socialistas. En 1935 abandonó el cargo y volvió a Córdoba.
En las elecciones de 1933 se presentó por la lista Coalición de Derechas y Agrarios (Coalición Antimarxista) y en las elecciones del 16 de febrero de 1936 intentó formar una candidatura común con los miembros de la CEDA. El triunfo a nivel nacional fue absoluto para el Frente Popular, que en Córdoba obtuvo diez de los trece diputados que le correspondían, y Eloy Vaquero se marchó a Gibraltar. Aquí comenzó un periplo por varios países (Reino Unido, Estados Unidos y Cuba) que terminó en la capital venezolana, Caracas, donde se estableció como profesor de Lengua Castellana, Pedagogía, Geografía e Historia y Economía. También fue redactor técnico de la revista "El Correo Escolar" caraqueño.

### Últimos años
En septiembre de 1939 llegó a Nueva York, donde ejerció de profesor en la Universidad de Columbia. Fundó y dirigió la revista político-cultural "Mensaje", órgano de expresión de los exiliados españoles e hispanohablantes y publicó su más importante obra poética "Senda Sonora".
El 14 de septiembre de 1960 murió a los setenta años en la ciudad de Nueva York.